# Catharose de Petri
Catharose de Petri (polgári nevén: (Hendrikje) (Henriette) Henny Stok-Huyser; Rotterdam, 1902. február 2. – 1990. szeptember 10.) holland író és misztikus, a Lectorium Rosicrucianum szervezet társalapítója.

## Korai évek
Eredeti neve Henny (Hendrikje) Huizer és Rotterdamban született a XX. század legelején egy hajóépítő apától. Református szüleitől vallásos neveltetést kapott, melyet nem érzett kielégítőnek, mert már fiatal korában vonzották érdeklődését az élet nagy kérdései, pl. az élet értelme és célja, mely kérdésekre nem kapott válaszokat. Középiskolát végzett, utána pedig irodában dolgozott, azonban kilógott osztálytársai közül filozofikus gondolataival, akik sokszor kinevették és gúnyolták emiatt. Sem osztálytársaival, sem későbbi kollégáival nem tudott igazán kapcsolatot teremteni, elidegenedve érezte magát tőlük.

## Ezoterikus tevékenysége

### Szellemi ébredés
Henny 1929-ben hozzáment egy bizonyos H.J. Stok-hoz, aki által kapcsolatba került a Rosicrucian Fellowship ("Rózsakeresztes Közösség") holland ágával. Filozófiai síkú megismerés és belső vallásos elmélkedései nyomán belsőleg átélte, ahogy azúrkék háttérből előtűnik egy "éteri" galamb formájában, melyet a küldetéseként értelmezett. Belső bizonyosságra tett szert abban, hogy "a rózsakeresztességet szellemi iskolaként kell ismertté tenni azok számára, akik lelkük felszabadítására áhítoznak. Sok más is feltárult előttem, melyek gyümölcsi aztán ismertté váltak a fiatal gnosztikus testvériségben."
1930-ban csatlakozott a Leene-testvérek által 1924-ben alapított holland Rosicrucian Fellowship leányszervezethez, ahol kezdettől fogva hangsúlyozta, hogy neki saját küldetése van. Meglátta benne az új spirituális ideált, de először nem találta jó ötletnek ezt a fajta csoportosulást. A két testvér győzte meg arról, hogy együttes erőfeszítéssel többre mennek céljuk elérésében.

### Független szellemi iskola
1935-ben az egész holland szervezet szakított az oceanside-i központtal és Henny aktívan részt vett, a most már független szervezet megalapításában. Szakítottak Max Heindel sajátos értelmezésével és megalapították a "Rozenkruisers Genootschap"-ot ("Rózsakeresztes Társaság"), melynek a vezetője Jan van Rijckenborgh (eredetileg: Jan Leene, 1896-1968) lett. Számos könyvet írtak és adtak ki az alapvetően gnosztikus világképükről és sok szó esett a "belső ember" átalakulásáról a keresztény-rózsakeresztes gnózis révén.

### Lectorium
A második világháború alatt, a náci megszállás éveiben szünetelt a társaság tevékenysége, majd a háború után ismét fejlődésnek indult. Az 1950-es években vették föl az "Arany Rózsakereszt Nemzetközi Iskolája" nevet, ugyanakkor nemzetközi szinten, a jobb beazonosíthatóság miatt Lectorium Rosicrucianum a megnevezés azóta.
A testvérekkel együtt Henny 1954-ben találkozott először Antonin Gadallal, a francia történésszel és misztikussal, akinek elképzelései a katharok középkori eretnek keresztény mozgalmáról fontos szerepet játszottak ideáljaik továbbfejlődésében. A Catharose de Petri spirituális nevet Gadaltól kapta eddigi erőfeszítései és a kiállt próbák elismeréseként és innentől minden misztikus tevékenységét ezen a néven jegyezte. A "Catha-Rose" szóösszetétel a kathar-rózsakeresztes kontinuitásra utal, továbbá hogy nem csak egy nép kiváltsága a "kathar" szó alapjelentése: "tiszta, tökéletes", hanem a világon mindenki előtt álló lehetőség. Mindennek alapja pedig Krisztus, aki kősziklára ("Petrus/Petri") építi egyházát. Lehet mondani, hogy Rijckenborgh volt a külsődleges vezető a felszínen, míg de Petri a belső struktúra őrzője.
Jan van Rijckenborgh 1968-as halála után Catharose de Petri lett a mozgalom vezetője, melyet élete végéig, 1990-ig betöltött. Tevékenységének középpontjában mindvégig a Katharok (Catha), a Rózsakeresztesek (Rose) és a Grál (Petri) hármassága állt.

## Magyarul megjelent művei

### Önálló kötetek, társszerzőként
- A megújulás pecsétje; Rozekruis-Pers., Haarlem, 1984 (Rózsa sorozat)
- Transzfiguráció; Rozekruis-Pers., Haarlem, 1984 (Rózsa sorozat)
- Catharose de Petri–J. van Rijckenborgh: A nagy változás; Arany Rózsakereszt Közössége, Bp., 1990 (Szegletkő sorozat)
- Catharose de Petri–J. van Rijckenborgh: Az új jel; Arany Rózsakereszt Közössége, Bp., 1991 (Szegletkő sorozat)
- Hét hang beszél; Arany Rózsakereszt Közössége, Bp., 1992 (Rózsa sorozat)
- Az Arany Rózsakereszt; Arany Rózsakereszt Közössége, Bp., 1992 (Rózsa sorozat) ISBN 963-7420-08-8
- Levelek; Arany Rózsakereszt Közössége, Bp., 1994
- Catharose de Petri–J. van Rijckenborgh: Samballa Szerzete; Arany Rózsakereszt Vallásközössége, Bp., 1994 (Szegletkő sorozat)
- Catharose de Petri–J. van Rijckenborgh: Az egyetemes gnózis; Arany Rózsakereszt Vallásközössége, Bp., 1997 (Szegletkő sorozat)
- Catharose de Petri–J. van Rijckenborgh: Az egyetemes ösvény; Arany Rózsakereszt Vallásközössége, Bp., 1998 (Szegletkő sorozat)
- Az élő ige; Arany Rózsakereszt Nemzetközi Iskolája, Úny, 2001 ISBN 963-0089-34-3
- Catharose de Petri–Jan van Rijckenborgh: Az isteni határozat hatalmas jelei. Az új idők apokalipszise III. Harmadik Aquarius-megújító konferencia, Bad Münder, 1965; Magyarországi Lectorium Rosicrucianum Vallásközösség, Úny, 2008
- Catharose de Petri–Jan van Rijckenborgh: A Rózsakereszt megszabadító ösvénye. Az új idők apokalipszise IV. Negyedik Aquarius-megújító konferencia, Basel 1966; Magyarországi Lectorium Rosicrucianum Vallásközösség, Úny, 2011
- Catharose de Petri–Jan van Rijckenborgh: A Rózsakereszt világszerzete. Az új idők apokalipszise II. Második Aquarius-megújító konferencia, Christian Rosenkreuz-Heim, Calw, 1964; Magyarországi Lectorium Rosicrucianum Vallásközösség, Úny, 2011
- Catharose de Petri–Jan van Rijckenborgh: Az új ember fényruhája. Az új idők apokalipszise I. Első Aquarius-megújító konferencia, Renova, Bilthoven, 1963; Magyarországi Lectorium Rosicrucianum Vallásközösség, Úny, 2011
- A világosság hármas szövetsége; Magyarországi Lectorium Rosicrucianum Vallásközösség, Úny, 2005 ISBN 963-7420-36-3
- Catharose de Petri. Transzfiguráció (magyar nyelven). Harleem: Rozekruis Pers (2007). ISBN 978-963-7420-44-3
- Catharose de Petri. A megújulás pecsétje (magyar nyelven). Harleem: Rozekruis Pers (2008). ISBN 978-963-7420-46-7

### Közreműködések, szerkesztések
- A rózsakereszt világszerzete 2. Akvárius Konferencia Calv, 1964; rend. Arany Rózsakereszt Szellemi Iskolája, szerk. Catharose de Petri, J. van Rijckenborgh; Rozekruis Pers, Haarlem, 1985
- Az isteni tanács hatalmas jele 3. Akvárius Konferencia Bad Münder, 1965. Szöveg és szertartás; rend. Arany Rózsakereszt Szellemi Iskolája, szerk. Catharose de Petri, J. van Rijckenborgh; Rozekruis Pers, Haarlem, 1985
- A Rózsakereszt megszabadító ösvénye 4. Akváriuskonferencia. Basel 1966, augusztus. Előadások, 1-2.; rend. Lectorium Rosicrucianum, szerk. Catharose de Petri, J. van Rijckenborgh; Rozekruis Pers, Haarlem, 1985
- J. Rijckenborgh, C. de Petri. A nagy változás (magyar nyelven). Harleem: Rozekruis Pers [1949] (1990). ISBN 963-00-1376-2
- J. Rijckenborgh, C. de Petri. Az új jel (magyar nyelven). Harleem: Rozekruis Pers [1951] (1991). ISBN 963-74200-0-2
- J. Rijckenborgh, C. de Petri. Az egyetemes gnózis (magyar nyelven). Rozekruis Pers (1997). ISBN 963-7420-26-6
- Jan van Rijckenborgh: A Pistis Sophia gnosztikus misztériumai. Magyarázatok a Pistis Sophia első könyvéhez; előszó Catharose de Petri; Arany Rózsakereszt Nemzetközi Iskolája, Úny, 2005 ISBN 963 00 9862 8
- J. Rijckenborgh, C. de Petri. Az új merkúrbot (magyar nyelven). Harleem: Rozekruis Pers (2008). ISBN 978-963-7420-48-1
- J. Rijckenborgh, C. de Petri. Az isteni határozat hatalmas jelei (magyar nyelven). Magyarországi Lectorium Rosicrucianum Egyesület (2008). ISBN 978-963-7420-47-4

## Fordítás
- Ez a szócikk részben vagy egészben  a   Catharose de Petri című angol Wikipédia-szócikk fordításán alapul.  Az eredeti cikk szerkesztőit annak laptörténete sorolja fel. Ez a jelzés csupán a megfogalmazás eredetét és a szerzői jogokat jelzi, nem szolgál a cikkben szereplő információk forrásmegjelöléseként.